# Abdulrasheed Adewale Akanbi
 (mai 2025).
Abdulrasheed Adewale Akanbi né le 21 juin 1967, est un monarque nigérian. Il est le 16ᵉ Oluwo d'Iwo,.

## Jeunesse et éducation
Oba Abdulrasheed Adewale Akanbi est né le 21 juin 1967 dans la famille du prince Kola Akanbi de la maison dirigeante Gbaase, dans le royaume d'Iwo. Adewale Akanbi a effectué ses études élémentaires à l'école maternelle et primaire Omolewa, Oritamefa, Ibadan, entre 1972 et 1978. En 1978, Adewale Akanbi a commencé ses études secondaires à l'école secondaire Iwo Grammar School, Araromi, Iwo, avant de poursuivre à l'école secondaire Oba Akinyele Memorial High School, Idi-Ape, Ibadan. Il a ensuite fréquenté le Polytechnic Ibadan où il a obtenu un diplôme national en communication de masse en 1987,,.

## Carrière
Avant son ascension au trône, il est le président-directeur général de Prince Enterprises, à Toronto (Ontario, Canada), ainsi que Directeur et Fondateur de People Against Loneliness Inc., situé sur Waterson Road, Toronto (Ontario, Canada). Il occupait également le poste de Coordinateur pour l'Afrique de l'Ouest du Karcher Group Future Tech, où il travaille actuellement sur l'approvisionnement en technologies futures destinées aux forces de maintien de la paix pour le Ministère de la Défense,,,.

## Vie personnelle
Oba Abdulrasheed Adewale Akanbi est un musulman pratiquant et est marié à la princesse Firdaus, qu'il a épousée après avoir divorcé de sa première épouse, Chanel Chin, avec qui il a eu un fils. Leur mariage est béni par la naissance d'une fille,.